# مايك جونسون (ملحن)
مايك جونسون (بالإنجليزية: Mike Johnson)‏ هو ملحن أمريكي، ولد في 1952 في الولايات المتحدة.

## وصلات خارجية
- مايك جونسون على موقع ميوزك برينز (الإنجليزية)
- مايك جونسون على موقع ديسكوغز (الإنجليزية)